# 고려국신조장경교정별록
고려국신조대장교정별록(高麗國新雕大藏校正別綠)은 기존의 초조대장경을 다시 제작한 제조대장경을 만들면서 기존 문서의 교정과 감수를 진행한 기록이다. 1246년(고종 33년) -  1247년, 대장도감(大藏都監)에서 조판되었으며 30권으로 구성되었다.

## 배경
고려대장경은 모두 세 차레에 걸쳐 만들어졌다. 오늘날 팔만대장경으로 알려진 것은 세번 째 만들어진 것으로 제조대장경이라고 한다. 초조대장경은 현종 대에 송나라의 북송판대장경을 받아들여 판각하여 1029년 완성되었다. 문종 대에 거란대장경이 수입되어 초조대장경에 수록되지 않은 경전들이 알려지자 이를 덛붙인 정장(正藏)을 간행하였고, 대각국사 의천이 여기에 일본과 중국 등의 경전을 더 발굴하여 교장(敎藏)을 제작하였다. 이렇게 보완된 고려대장경은 몽골의 침입으로 모두 소실되어 고려는 다시 대장경을 간행하였다. 이 대장경이 현존하는 제조대장경으로 고려국신조대장교정별록은 제조대장경을 제작하기 위해 교정과 감수를 한 기록이다.

## 편찬
1251년 수기(守其)가 30권으로 편찬하였다. 교정 내용으로는 기존의 초조대장경을 비롯하여 북송판대장경, 거란대장경 등에 있는 경전의 이름과 내용을 모두 비교 분석하여 잘못된 것을 바로잡았고, 단본이 있는 경전과 단본이 전하지 않는 경전을 분류하였으며 고려, 북송, 거란 세 판본의 누락과 오자를 바로잡았다.  고려의 대장경은 거란대장경을 많이 참조하였으며 기존에는 거란대장경의 상당량을 그대로 들여 왔다고 알려져 왔으나 교정별록의 연구결과 삼국의 대장경을 일일이 대조하고 초조대장경의 누락과 오류만을 바로잡는 선에서 거란대장경을 참조했음을 알 수 있었다.
이렇게 교정을 마친 대장경은 팔만대장경으로 집성되어 오늘날까지 전해지게 되었다. 보다 정확한 경전의 편찬을 위해 교정별록을 따로 제작한 것은 대장경 편찬 역사에서 없었던 일로 고려의 대장경은 이후 동아시아 불교의 표준 경전으로서 자리잡게 되었다. 교정별록의 판각에는 모두 81명의 판각수가 투입되었고 이들 가운데 절반 가량인 41명은 대장도감에서 팔만대장경 판각에도 참여한 것으로 보인다.

## 의의
고려대장경의 제조 과정에서 교정기록을 별도로 남긴 별록은 서지학에서 중요한 위치를 차지한다. 당시 통용되던 경전의 상세한 내용을 파악할 수 있게 해주고, 고려 불교의 역량을 보여 줄 뿐만 아니라 재조대장경의 정확도를 높여 주었고, 이제는 없어진 대장경의 모습을 전해 준다는 점에서 문화사적으로 탁월한 가치를 갖는다.